# 簀の子
簀の子（すのこ）は、紙漉きに使う道具。

## 概要
簀には本数、素材によってさまざまあり、漉かれる紙によっても違いがある。
「竹簀」は、鉄板に竹を通しながら削った大小の穴が開いたものを使用する（このとき、竹は節の部分を使用しない。また、均一に削るのも職人技であり、その出来映えが簀組み時や紙漉きにも影響するため、削り終わったものは念入りにチェックされる）。
簀は、漉く紙の種類などによって、1寸の間に何本の竹をいれるかを決定する。目が粗ければ水の抜けがいいため厚い紙を漉きやすくなり、逆に目が細かければ一定の量の繊維が乗ると水が通らないため薄い紙を漉きやすくなる（一例として、和紙は流し漉きであるため、簀の上の繊維を絡ませながら漉くことから、後者のような現象がより顕著におきる）。
薄い紙を漉く場合、竹簀が竹本来の色だと簀の上にどの程度の繊維が乗っているかの判断が難しいため、竹に墨を塗って識別しやすくしている。また、簀の目を出さないよう漉く場合には「紗」という布を敷いて紙漉きを行う。
簀を組むときには絹糸が使用される（糸に繊維が絡みつかないように、柿から抽出した柿渋を塗り簀を組む）。なお、漉かれる紙によっても、糸を何列いれるかの違いがある（一例として、和紙のひとつである画仙紙では縦糸が多く入っている）。